# Pulvinaria euonymi
Pulvinaria euonymi är en insektsart som beskrevs av Shinji 1935. Pulvinaria euonymi ingår i släktet Pulvinaria och familjen skålsköldlöss. Inga underarter finns listade i Catalogue of Life.